# Олсуфьев, Василий Дмитриевич (1766)
Василий Дмитриевич Олсуфьев (1766—1819) — русский военачальник, генерал-майор.

## Биография
Из дворянского рода Олсуфьевых. Семилетним мальчиком был записан на службу капралом в Лейб-гвардии Измайловский полк, однако фактически действительную службу начал в 1783 году в чине прапорщика. Принимал участие в Русско-шведской войне (1788—1790) и за отличие был повышен до капитана. Во время первой войны коалиции европейских держав против революционной Франции, Олсуфьев участвовал в боевых действиях в качестве волонтёра-добровольца в составе английского экспедиционного корпуса.
После возвращения в Россию, Олсуфьев был произведён в полковники (1796), а год спустя, с открытием вакансии, назначен командиром 3-го гренадерского полка. В 1801 году был произведён в генерал-майоры с назначением «состоять по армии» (то есть, без определённого назначения) и в дальнейшем не занимал никаких должностей. 
Скончался в 1817 году.